# San Diego Padres
I San Diego Padres sono una franchigia professionistica della Major League Baseball con sede nella città di San Diego (California), militante nella West Division della National League dal 1969.
Prima di unirsi alla Major League Baseball nel 1969 assieme ad altre tre squadre, i Padres erano una squadra della Minor League, precisamente aggregate alla Pacific Coast League (di cui ottennero il titolo nel 1937). Nella loro storia, i Padres hanno conquistato due volte il titolo della National League (1984 e 1998), ma non sono mai riusciti a vincere le World Series.
Il nome della squadra è un riferimento alla comunità di padri francescani (padres in lingua spagnola) che fondarono la città di San Diego nel 1769.

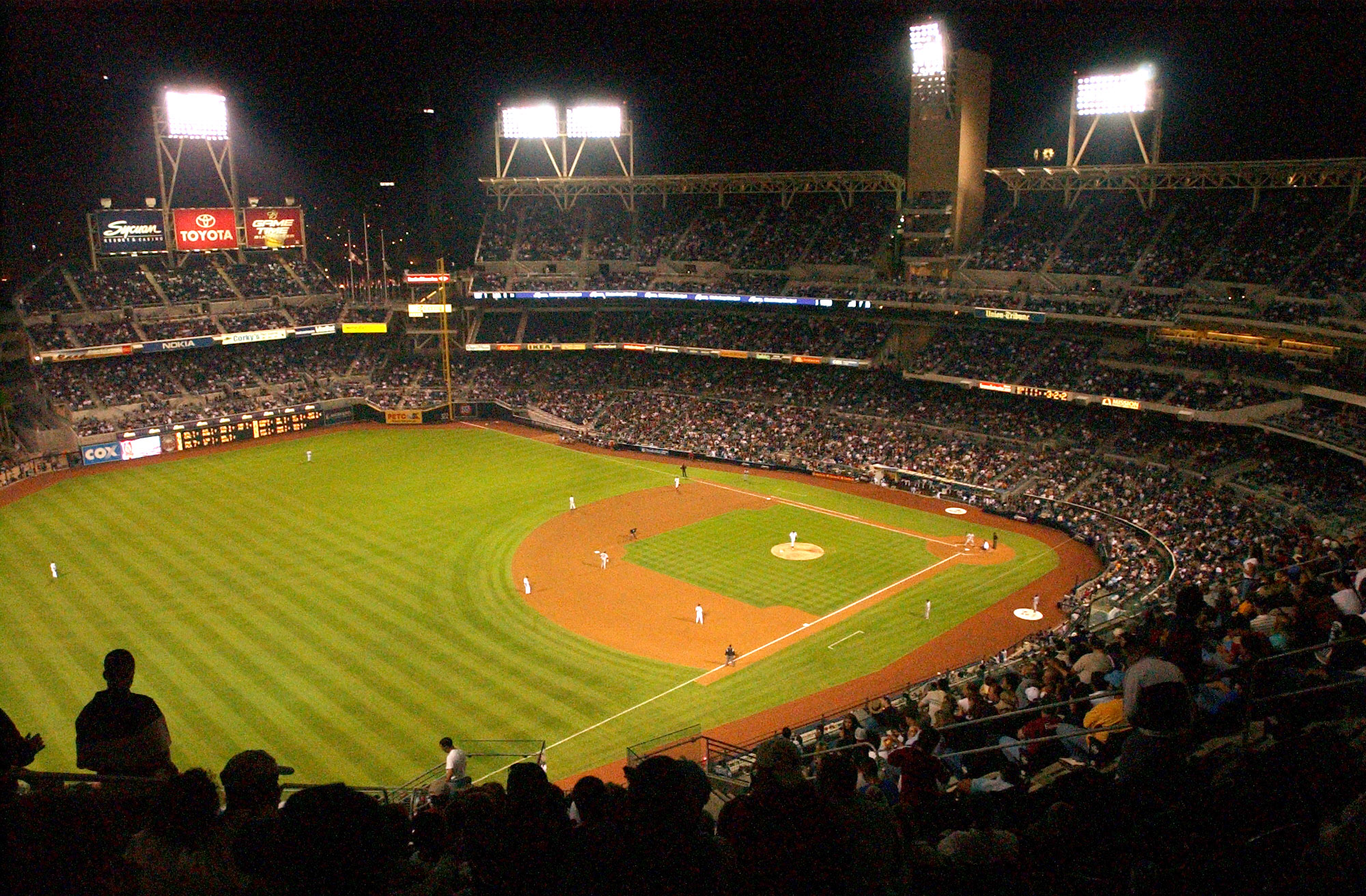
PETCO Park a San Diego

## Storia

### Pacific Coast League
La squadra ha adottato il nome utilizzato dalla stessa disputando la Pacific Coast League, una lega delle Minor Leagues a cui i San Diego Padres parteciparono a partire dal 1936. Nel 1937 i Padres riuscirono anche a vincere il campionato della PCL grazie alle prestazioni di un giovanissimo Ted Williams, originario di San Diego e inserito nella Hall of Fame della MLB nel 1966.

### Major League Baseball
Nel 1969, insieme ad altre tre squadre (i Montreal Expos, i Kansas City Royals e i Seattle Pilots), i San Diego Padres si unirono definitivamente alla MLB. Uno dei suoi primi proprietari fu C. Arnholt Smith, noto uomo d'affari della città di San Diego ed ex-presidente dei PCL Padres, con interessi anche nel settore bancario, immobiliare e nella pesca commerciale. Nonostante il clamore e l'entusiasmo dell'esordio nella MLB (con la costruzione anche di un nuovo stadio), tuttavia, la guida di esperti dirigenti come Eddie Leishman e Buzzie Bavasi non portò i risultati sperati: nelle prime sei stagioni in MLB, i Padres finirono sempre in ultima posizione nella NL West Division, perdendo più di 100 partite in quattro di queste sei stagioni. Una delle poche note positive di questo pessimo esordio iniziale per i Padres è stato il prima base Nate Colbert, preso dagli Houston Astros e che è ad oggi ancora il giocatore dei Padres ad aver messo a segno più fuori campo nella storia della squadra.
Negli anni seguenti, però, le fortune della squadra cominciarono a migliorare fino a riuscire a vincere la NL West Division per ben cinque volte e a raggiungere le World Series in due occasioni, nel 1984 e nel 1998, risultandone sconfitti in entrambe. L'uomo-simbolo dei Padres negli anni Ottanta e Novanta è stato certamente Tony Gwynn, esterno destro in grado di vincere nella sua carriera ben 8 riconoscimenti personali per le sue prestazioni in battuta. Nel 2004 i Padres si sono trasferiti nel loro attuale impianto, il PETCO Park.
Il 20 agosto 2020, i Padres sono riusciti nell'impresa di diventare la prima squadra di MLB a realizzare un grand slam in ben 4 partite consecutive (guadagnandosi in tal modo il soprannome di Slam Diego Padres).
Fino alla stagione 2021, i Padres rimanevano l'unica squadra a non aver ancora lanciato un no-hitter. Questo record negativo è stato rotto finalmente il 9 aprile 2021, quando il lanciatore dei Padres Joe Musgrove è riuscito nell'impresa di non riuscire a far battere nemmeno una valida ai battitori dei Texas Rangers in tutto il corso della partita. In precedenza, il lanciatore dei Padres ad essere arrivato più vicino al risultato poi conseguito da Musgrove era stato Andy Ashby, che il 5 settembre 1997 riuscì a portare il suo ruolino di marcia immacolato contro gli Atlanta Braves soltanto fino al 9° inning.

## Spring Training
Dal 1969 fino al 1993, i San Diego Padres hanno tenuto il loro spring training a Yuma (Arizona), giocando le proprie partite casalinghe presso il Desert Sun Stadium. La località di Yuma era stata scelta per la breve distanza che i tifosi dei Padres dovevano coprire da San Diego, essendo le due località collegate facilmente dalla Interstate 8.
A partire dal 1994, i Padres hanno trasferito il loro "quartier generale" per lo Spring Training presso il Peoria Sports Complex di Peoria (sempre in Arizona). Il trasferimento da Yuma a Peoria ha sollevato numerose polemiche per via della notevole distanza di Peoria da San Diego; tuttavia la squadra ha giustificato tale scelta con le pessime condizioni del centro sportivo di Yuma e con la distanza che quest'ultima località ha rispetto alla sede delle altre squadre (tutte concentrate nell'area compresa tra Phoenix e Tucson).

## Mascotte
La mascotte ufficiale dei Padres è lo "Swinging Friar", un uomo grassoccio vestito da frate con una tonsura, sandali, un mantello scuro con cappuccio e una corda intorno alla vita. Fa oscillare una mazza da baseball e suona il campanello della missione nelle partite casalinghe subito dopo una vittoria. Prende il nome e il modello dai francescani spagnoli, che fondarono la Missione San Diego de Alcalá attorno alla quale fu fondata la città di San Diego nel 1769.
Lo Swinging Friar fu progettato dal diciannovenne Carlos Hadaway negli anni '50 e apparve per la prima volta nei programmi delle squadre per la partita di apertura casalinga del 1962, quando i Padres erano ancora membri della Pacific Coast League, un'organizzazione di baseball della lega minore. La mascotte fu mantenuta quando la squadra si unì alla Major League Baseball nel 1969.

## Team Hall of Fame
La seguente è una lista aggiornata delle personalità che sono state inserite nella Hall of Fame dei San Diego Padres, istituzione fondata nel 1999.
| Anno | Nome            | Ruolo                   | Anni nei Padres |
| ---- | --------------- | ----------------------- | --------------- |
| 1999 | Randy Jones     | Lanciatore              | 1973-1980       |
| 1999 | Nate Colbert    | Prima base              | 1969-1974       |
| 1999 | Ray Kroc        | Proprietario            | 1974-1984       |
| 2000 | Dave Winfield   | Esterno                 | 1973-1980       |
| 2001 | Buzzie Bavasi   | Presidente              | 1969-1977       |
| 2001 | Jerry Coleman   | Annunciatore - Manager  | 1972-2013       |
| 2002 | Tony Gwynn      | Esterno                 | 1982-2001       |
| 2009 | Dick Williams   | Manager                 | 1982-1985       |
| 2014 | Trevor Hoffman  | Lanciatore              | 1994-2008       |
| 2015 | Benito Santiago | Catcher                 | 1986-1992       |
| 2015 | Garry Templeton | Interbase               | 1982-1991       |
| 2016 | Ted Williams    | Esterno                 | 1936-1937       |
| 2016 | Ken Caminiti    | Terza base              | 1995-1998       |
| 2017 | Jack McKeon     | General Manager/Manager | 1980-1990       |
| 2018 | Kevin Towers    | General Manager         | 1995-2009       |
| 2022 | Larry Lucchino  | Presidente/CEO          | 1995-2001       |
| 2022 | Ted Leitner     | Telecronista            | 1980-2020       |
| 2023 | Jake Peavy      | Lanciatore              | 2002-2009       |
| 2023 | John Moores     | Proprietario            | 1994-2009       |

## Numeri ritirati

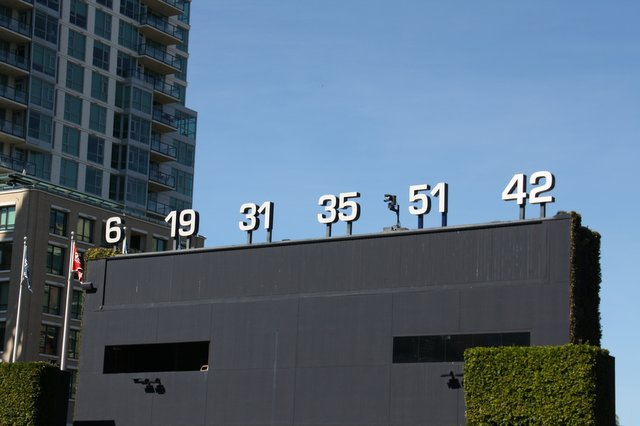
I numeri in pensione sono stati esposti sopra l'occhio del battitore al Petco Park fino al 2016

| N°        | Numero ritirato                       |
| Giocatore | Nome del giocatore onorato            |
| Ruolo     | Ruolo giocatore                       |
| Carriera  | Anni giocati con i Padres             |
| Ritirato  | Il numero della data è stato ritirato |
| *         | Membro della Baseball Hall of Fame    |

| N.  | Giocatore       | Ruolo | Carriera  | Ritiro           |
| --- | --------------- | ----- | --------- | ---------------- |
| 6   | Steve Garvey    | 1B    | 1983–1987 | 16 aprile 1988   |
| 19  | Tony Gwynn      | RF    | 1982–2001 | 4 settembre 2004 |
| 31  | Dave Winfield   | RF    | 1973–1980 | 14 aprile 2001   |
| 35  | Randy Jones     | P     | 1973–1980 | 9 maggio 1997    |
| 51  | Trevor Hoffman  | RP    | 1993–2008 | 21 agosto 2011   |
| 42† | Jackie Robinson | 2B    | N/A       | 15 aprile 1997   |

## Affiliate nella Minor League
| Livello | Team                 | League                  | Città                             |
| ------- | -------------------- | ----------------------- | --------------------------------- |
| AAA     | El Paso Chihuahuas   | Triple-A West           | El Paso, Texas                    |
| AA      | San Antonio Missions | Double-A Central        | San Antonio, Texas                |
| A+      | Fort Wayne TinCaps   | High-A Central          | Fort Wayne, Indiana               |
| A-      | Lake Elsinore Storm  | Low-A West              | Lake Elsinore, California         |
| Rookie  | ACL Padres           | Arizona Complex League  | Peoria, Arizona                   |
| Rookie  | DSL Padres           | Dominican Summer League | Boca Chica, Repubblica Dominicana |